# Меїр Візелтір
Меїр Візелтір (івр. מאיר ויזלטיר; 8 березня 1941, Москва, СРСР — 30 березня 2023) — ізраїльський поет і перекладач.
Лауреат Премії імені Бялика (2004) та Премії Ізраїлю (2000).

## Джерело
- «Всесвіт» № 12 за 1995 рік (Спеціальний ізраїльський випуск), стор. 60-61